# Чирак
Чирак је сталак за свећу. У православљу, чирак држи свећу за време Крсне славе када чирак и свећа стоје на почасном месту у кући и пале се пред молитву.